# Tooloomius convexus
Tooloomius convexus är en stekelart som beskrevs av Boucek 1988. Tooloomius convexus ingår i släktet Tooloomius och familjen finglanssteklar. Inga underarter finns listade i Catalogue of Life.